# C/1975 V1 (West)
Pour les articles homonymes, voir West.
La comète West (officiellement désignée par C/1975 V1, et anciennement 1976 VI, et 1975n) est une comète qui fut découverte par l'astronome danois Richard M. West sur des plaques photographiques prises à l'observatoire de La Silla au Chili le 10 août 1975, puis les 13 août et 24 septembre.
Conformément aux calculs effectués par l'astronome Brian G. Marsden, la comète passe au périhélie le 25 février 1976 à 0,1966 ua du Soleil. Sa magnitude atteint alors -3.  
Bien qu'elle fût une comète spectaculaire, visible à l'œil nu à partir de février 1976 jusqu'à la mi-avril, son passage eut peu d'échos dans les médias, à l'inverse de la comète Kohoutek. Après les estimations d'éclat trop optimistes concernant cette dernière, les astronomes s'étaient montrés plus prudents avec la comète West.
Après son passage au plus près du Soleil, son noyau s'est brisé en quatre morceaux à la fin du mois de mars.
Cette comète a une période orbitale estimée à 559 000 ans. 
À son aphélie, elle peut atteindre la distance de 13 560 ua, ce qui peut la mettre dans la catégorie des comètes du Nuage d'Oort.